# Louis-Marie Autissier

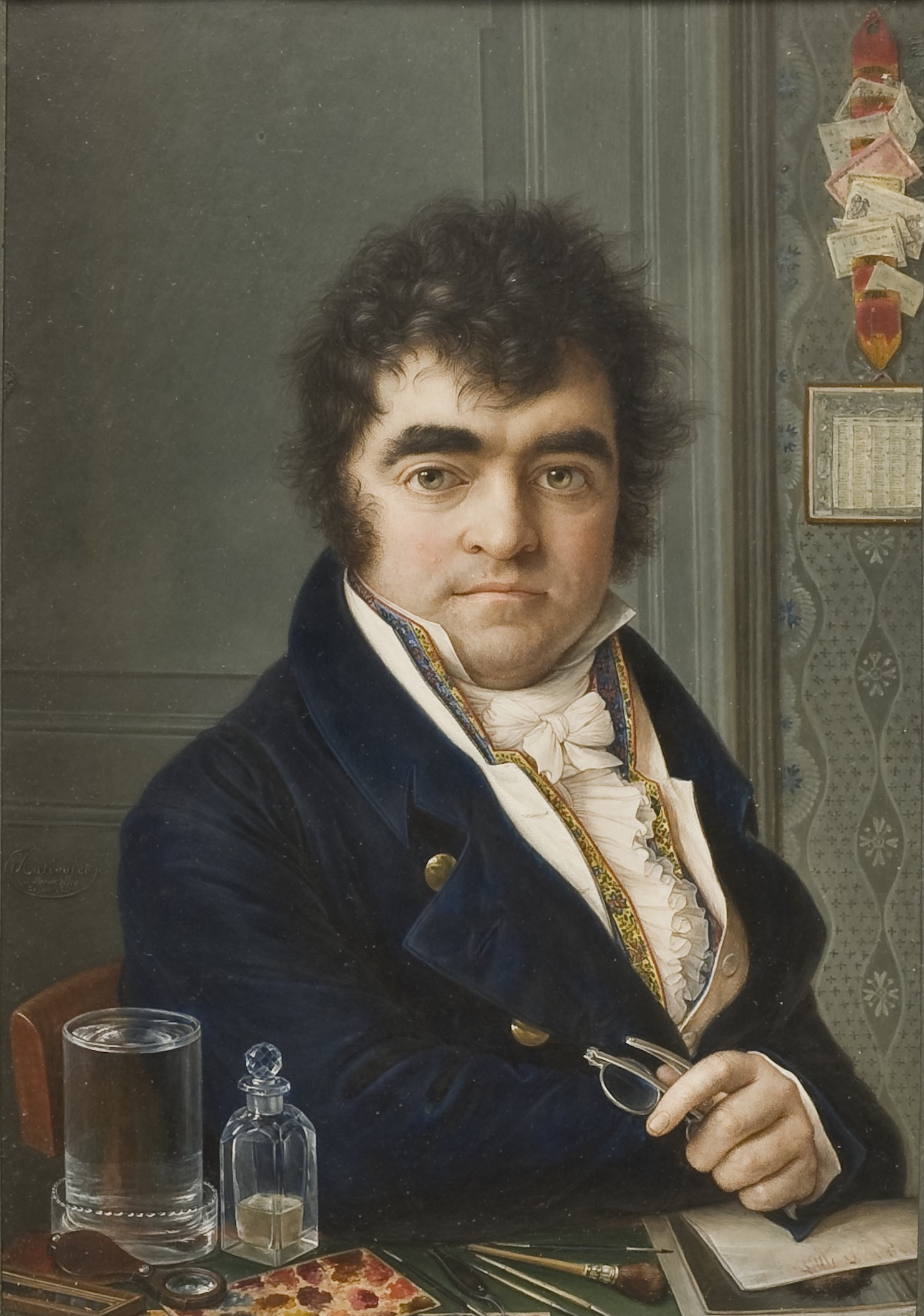
Miniatyr, självporträtt av Louis-Marie Autissier, i förgrunden verktyg för miniatyrmåleri. Vattenfärg på elfenben, 19.1 × 13.5 cm (1817) Nationalmuseum.

Louis-Marie Autissier, född 8 februari 1772 i Vannes, död 21 september 1830 i Bryssel, var en fransk-belgisk miniatyrmålare.
Autissier ses som grundare av 1800-talets miniatyrmåleri i Belgien. Bland hans elever och efterföljare räknas Alexandre Delatoura (1780—1858), Louis Henry Fontenay (1800—1852) och Dominique Ducaju (1802—1867). Hans verk återfinns i Cincinnati Art Museum, Nationalmuseum och Kungliga samlingen i Storbritannien.
Autissier studerade konst hos Vautrin vid École nationale supérieure des Beaux-Arts. Han anslöt sig till Franska revolutionära armén vid Rennes och tjänstgjorde som sekreterare för en befälhavare som mycket snart insåg hans skicklighet som tecknare. Efter att ha lämnat armén år 1795 kom han till Paris för fördjupade studier och studieanalytiska betraktelser av målningar i det franska museet Louvren. År 1796 bosatte han sig i Bryssel och ägnade sig åt miniatyrmåleri och blev känd för sina porträtt.
De efterföljande åren befann han sig på resande fot och utställde med jämna mellanrum sin konst vid olika salonger i närliggande länder. Han blev också anställd hos ett flertal högt uppsatta personer. Efter revolutionen och skapandet av det första kejsardömet blev han hovmålare hos bland andra Louis Bonaparte. Han målade bland annat porträtt av hertigen av Wellington samt den franske kungen Ludvig XVIII och kungliga medlemmar. Då och då målade han miniatyriserade historiska scener.
Hans miniatyrmålningar kostade omkring 400-600 francs vid utställningarna. Priserna var tämligen höga vid denna tid och trots han skapade mer än 250 miniatyrer dog han utfattigt.